# Het fossiel
'Het fossiel' is een in maart 1947 geschreven novelle van de Nederlandse schrijver Willem Frederik Hermans dat zich afspeelt bij de schelpkalkgroeve bij Ratum nabij Winterswijk. De bruinkoolmijn van ingenieur Van Bersen vervuilt met zijn dagbouw het nabijgelegen natuurbad van Starreveld en vernietigt die uiteindelijk. Onder de titel 'Natuurbad versus fabriek' verscheen het verhaal in Nieuw Vlaams Tijdschrift van december 1950. In november 1957 volgde de boekpublicatie als onderdeel van de novellebundel Een landingspoging op Newfoundland en andere verhalen.

## Achtergrond
Het verhaal speelt zich af rond een groeve van schelpkalk. Volgens fysisch geograaf Salomon Kroonenberg ligt de enige schelpkalkgroeve in Nederland bij Ratum, nabij Winterswijk. Als lid van de Nederlandse Jeugdbond voor Natuurstudie kreeg Hermans in 1938 de kans daarheen op excursie gaan, maar zijn ouders verboden hem naar Winterswijk te gaan.

## Samenvatting
Erdsieck verzamelt koraal en fossielen. Om de collectie aan te vullen, bezoekt hij dagelijks een sinds vijf jaar uitgeputte bruinkoolontginning. Een andere activiteit, het ontginnen van een dieper gelegen schelpkalklaag, levert verontreiniging op die in de vorm van ondermijning en vervuilende neerslag het natuurbad van Starreveld verpest. Het natuurbad met bijbehorend restaurant hindert de uitbreiding van de onderneming en ingenieur Van Bersen probeert het bad weg te procederen. De explosies waarmee de ontginning gepaard gaat, lijken te corresponderen met de donder uit onweerswolken.
Erdsieck bezoekt het natuurbad om sigaretten te kopen en Starreveld uit te nodigen op de begrafenis van zijn onlangs overleden vrouw Louise. Starreveld is slecht ter been en aan zijn stoel gekluisterd. Hij is bang dat het glas zal barsten en vraagt of Erdsieck niets voor hem kan doen.
Erdsieck overlegt met Van Bersen, die van geen wijziging wil horen: "éénmaal dagontginning, altijd dagontginning." Van Bersen is van plan om haast te maken met het "opblazen" van Starreveld en de uitslag van het proces niet af te wachten, voor het geval Starreveld wint: "Als we het verliezen nadat hij opgeblazen is, is hij weg." Van Bersen wordt door Pieters, een werknemer, gehaald om een explosie te komen zien, maar die mislukt. Van Bersen denkt dat Starreveld zijn mensen omkoopt om sabotage te plegen. Erdsieck nodigt ook Van Bersen uit voor de begrafenis.
In de tuin van zijn villa overweegt Erdsieck de situatie en het verdere verloop van zijn leven. Dan komt Ada aanfietsen met het bericht dat Starreveld onder het puin ligt. Erdsieck biedt haar een glas water aan en toont zijn verzameling. Over staan boekenrekken en aan de muren zijn planken aangebracht om de verzameling te huisvesten. Terwijl hij water haalt, bekijkt Ada met afkeer de kop van een sabeltandtijger en het facsimile van de kop van de iguanodon van Bernissard. Zij bedenkt dat Erdsieck niets voor Starreveld doen kan.
Erdsieck fietst met haar mee terug, maar moet eerst zijn band plakken. Onderweg loopt die na een half uur opnieuw leeg. Vanuit de verte zien ze dat het restaurant in brand staat en een menigte is toegelopen. Een rijksveldwachtr houdt Erdsieck tegen. Ada mag doorlopen omdat zij er woont. Samen gaan ze naar een hoger gelegen terrein om vandaar het schouwspel te bekijken. Hoewel de brandweer het hele bad en het kinderbad heeft leeggepompt, rookt de ruïne nog steeds.
Drie begrafenisauto's rijden langs om Louise te halen. Erdsieck haast zich naar huis en bedenkt dat Starreveld en Van Bersen niet op de begrafenis zullen zijn.

### Personages
- Erdsieck, weduwnaar van Louis en verzamelaar van koraal en fossielen
- Starreveld, directeur van een natuurbad met restaurant
- Frits, zijn zoon
- Ada, buffetjuffrouw van Starreveld
- Van Bersen, ingenieur bij een bruinkoolontginning
- Pieters, arbeider bij Van Bersen
- perifere personages: schietmeester, rijksveldwachter, brandweer, uitvaartverzorgers, publiek

## Ontstaans- en publicatiegeschiedenis
In maart 1947 werd 'Het fossiel' geschreven, onder de titel 'Natuurbad versus fabriek'. Op 20 mei 1948 schreef de auteur aan Charles B. Timmer: 'Het verhaal over het zwembad, waar ik je een stuk van heb voorgelezen, is nu af.'
In juni 1950 stuurde de auteur de novelle samen met twee andere, 'De kat Kilo' en 'Een veelbelovende jongeman', naar het Nieuw Vlaams Tijdschrift. Redactiesecretaris Hubert Lampo reageerde enthousiast op de inzending, maar de redactie wees de verhalen af. Nadat Lampo aandrong op een tweede beoordelingsronde, werd 'Het fossiel' als enige geaccepteerd.
In december 1950 verscheen de novelle onder de titel 'Natuurbad versus fabriek' (DJ 166) in Nieuw Vlaams Tijdschrift, jaargang 5, aflevering 4 (december 1950), p. 376-392.

## Motieven en thema's
Een 'gebruikelijke Hermans-setting' noemt Otterspeer het decor van machtelozen die niets verwachten van hun inspanningen. Het verhaal is opgebouwd rond een aantal duidelijke contrasten: de natuur van het bad tegenover de cultuur van de ontginningsmaatschappij, dagbouw en mijnbouw, opgraven en begraven.
Het voornaamste thema is volgens Otterspeer angst. Zowel Starremeer als Erdsieck worden bezeten door deze emotie.

## Plaats in het oeuvre
Dupuis deelt de verhalen uit de novellebundel Een landingspoging op Newfoundland en andere verhalen in op een schaal die loopt van surrealistisch, met 'De teddybeer' als meest extreme geval, naar min of meer realistisch, althans wat de werkelijkheidssuggestie betreft, waarvan 'Een veelbelovende jongeman' het duidelijkste voorbeeld is. 'Het fossiel' bevindt zich ergen in het midden.

## Verklarende noten
1. ↑  Het DJ-nummer is het nummer dat de bibliografen Delvigne en Janssen deze publicatie toekenden in de bibliografie van de verspreide publicatie van Hermans.

## Verwijzende noten
1. ↑  Kroonenberg, 30
2. ↑  Kroonenberg, 29-30
3. ↑  Huygens Instituut (2006), 659 en 697 noot 215
4. ↑  Huygens Instituut (2006), 659-660
5. ↑  Huygens Instituut (2006), 660
6. ↑  Huygens Instituut (2006), 698 noot 222
7. ↑  Otterspeer (2015), p. 561
8. ↑  Otterspeer (2015), p. 560
9. ↑  Dupuis (1985), 306